# Конституция Ганы
Конституция Ганы — является основным законом Республики Гана. Она была принята 28 апреля 1992 г. на национальном референдуме с результатом 92 %. Она определяет основные политические принципы, устанавливая структуру, процедуры, полномочия и обязанности правительства, структуру судебной и законодательной власти, а также устанавливает основные права и обязанности граждан. Она состоит из 26 глав, не считая преамбулы.
Отчасти конституция была разработана для децентрализации правительства в Гане.

## Предыстория
С момента обретения независимости в 1957 году Гана прошла несколько серьёзных изменений как в типе правительства, так и в самом демократическом правительстве. Гана была впервые провозглашена республикой в 1960 году под руководством Кваме Нкрумы. К 1964 году Гана превратилась из республики в однопартийное государство с президентской системой, в которой права граждан были ущемлены, а участие в политической жизни полностью запрещено. В Гане будет нестабильная политическая обстановка с несколькими военными переворотами в 1966, 1972, 1978, 1979 и 1981 годах, несмотря на создание демократических администраций в 1969 и 1979 годах. 28 апреля 1992 г. был начат референдум, на котором была принята Конституция 1992 г., образующая нынешнюю Четвертую республику Ганы. Конституция 1992 года была основана на демократических принципах, установленных Конституциями 1957, 1969 и 1979 годов, а также Комитетом экспертов из 258 членов были представлены множество конституционных предложений, которые должны были быть одобрены Консультативной ассамблеей. Конституция 1992 г. предусматривала большую свободу печати и гарантии прав человека, исполнительную власть, аналогичную американской, с избранием президента на четырёхлетний срок, а также укрепление унитарного правительства при одновременном разрешении местных органов власти. Первое правительство Четвёртой республики было официально приведено к присяге 7 января 1993 года.

### Первые правительства
Конституция Ганы 1957 года напоминала парламентскую демократию Великобритании: исполнительная власть принадлежала королеве и генерал-губернатору как её представителю; Правительство состояло из членов парламента; и парламент как основной законодательный орган, контролирующий правительство Ганы. Конституция 1957 г. сформировала региональные ассамблеи: гарантировала создание должности вождя, «Палаты вождей» для каждого региона и Государственного совета для решения конституционных вопросов в регионе.

### Вторая республика
Конституция Второй республики Ганы была разработана в январе 1968 года. Конституция придерживается мнения, что традиционное разделение властей устарело, и задача президента состоит в том, чтобы сохранить независимость институтов. Исполнительная власть независима от законодательной и судебной ветвей власти. Конституция Второй республики использовала децентрализованную форму правления, при которой местные администрации служили продолжением центрального правительства, что устанавливало прерогативу местной администрации.

### Третья республика
Перед инаугурацией первого правительства Конституции Третьей республики Гана учредила «национальное правительство», которое будет править как переходное правительство «по крайней мере» четыре года. Третья республика ввела децентрализованный стиль правления путем создания региональных уполномоченных с положением в кабинете министров, контролирующих политическую инициативу локальных местностей при идеальном балансе с этническими интересами. Конституция установила положение, защищающее средства массовой информации от цензуры и предоставляющее равные возможности в государственных средствах массовой информации.

## Содержание

### Преамбула
Вступительное заявление конституции Ганы. Гарантирует принцип всеобщего избирательного права для взрослых; Свобода; Справедливость, честность и подотчетность; защита и сохранение основных прав и свобод человека, единства и стабильности. Конституция 1992 г. основана в основном на предыдущих конституциях 1957, 1960, 1969 и 1979 гг., а также конституционных моделях Великобритании и США. В преамбуле четко указано, что Конституция Ганы 1992 г. станет основным законом Ганы.

### Статья 11
Статья 11 устанавливает, что ганское право состоит из Конституции, законодательства, подзаконных актов, законов, существовавших до принятия Конституции 1992 года, и, наконец, общего права. Эта статья устанавливает, откуда было получено и будет, при необходимости, расширено законодательство Ганы. Статья 11 устанавливает вклад каждой ветви власти в законодательство и судебную систему.

### Статья 17
Статья 17 Конституции Ганы напрямую касается вопроса неравенства и незаконности дискриминации по признаку «пола, расы, цвета кожи, этнического происхождения, религии, убеждений или экономического положения». Раздел 3 статьи 17 определяет дискриминацию как «средство относить различных лиц к описанию или главным образом описания по расе, месту происхождения, политическим взглядам, цвету кожи, роду занятий, религии или убеждениям, посредством чего эти лица ей [дискриминации] подвергаются или ограничиваются». Статья 17 юридически устанавливает широкий термин «дискриминация», применяя концепцию всеобщего избирательного права для взрослых к основе национального законодательства Ганы.

### Статья 24
Статья 24 устанавливает экономические права граждан Ганы. Пункты 1 и 2 устанавливают право на работу в удовлетворительных, безопасных, здоровых условиях и на равную оплату с обеспечением выходных дней по запросу и в праздничные дни Кроме того, пункт 3 статьи 24 предоставляет право гражданам Ганы создавать профсоюзы или вступать в них для «продвижения и защиты своих экономических и социальных интересов».

### Статья 25
Статья 25 описывает права на образование в Гане. Пункт 1 устанавливает право граждан Ганы на доступ к равным возможностям для получения образования и необходимым средствам. Подпункты от а до е статьи 25 подробно описывают, как базовое образование является обязательным и бесплатным; среднее образование будет доступно для всех граждан; высшее образование будет доступно для всех на основе возможности соответствующего университета принять студентов; устанавливает право на грамотность; и право школьной системы на предоставление надлежащих условий для обучения. Пункт 2 предоставляет гражданам право на домашнее обучение и создание частных школ в соответствии с правами на образование, установленными пунктом 1.

### Статья 29
Статья 29 устанавливает права инвалидов на доступ к возможностям получения образования и защиту от злоупотреблений в учреждениях. Пункты с 1 по 4 описывают права инвалидов и детализируют защиту инвалидов от дискриминации и жестокого обращения, как это определено статьей 17 конституции. Пункт 5 гарантирует инвалидам участие в их собственном судебном разбирательстве, принимая во внимание судебные факторы умственной и физической дееспособности инвалида. Пункты 6 и 8 гарантируют право инвалидов на доступ к общественным и частным объектам без дискриминации, а пункт 7 устанавливает специальные стимулы для предприятий, которые нанимают на работу большое количество людей с ограниченными возможностями. Пункт 8 устанавливает, что парламент должен принять законы, обеспечивающие исполнение статьи 29 и всех её пунктов.

### Статья 41
Статья 41 настоятельно призывает к обязанностям отдельных граждан Ганы и гласит, что осуществление прав и свобод, гарантированных Конституцией, неотделимо от выполнения гражданином своих обязанностей. Обязанности в статье 41 охватывают гражданские, политические, экономические, социальные и культурные действия, в которых участвуют ганцы.

## Разделение полномочий
Конституция 1992 года как высший закон страны предусматривает разделение полномочий между президентом, парламентом, кабинетом министров, Государственным советом и независимой судебной властью. С помощью своей системы сдержек и противовесов она избегает предоставления преобладающей власти какой-либо конкретной ветви власти. Исполнительная власть разделена между президентом, Государственным советом из двадцати пяти членов и многочисленными консультативными органами, включая Совет национальной безопасности. Президент является главой государства, главой правительства и главнокомандующим вооруженными силами Ганы. Он также назначает вице-президента.
Законодательные функции возложены на национальный парламент, который состоит из однопалатного органа, состоящего из 200 членов, и президента. Чтобы стать законом, закон должен получить одобрение президента, который имеет право вето на все законопроекты, кроме тех, к которым прилагается голосование в срочном порядке. Члены парламента избираются всеобщим голосованием взрослых сроком на четыре года, за исключением военного времени, когда срок полномочий может быть продлен не более чем на двенадцать месяцев за один раз сверх четырёх лет.
Структура и полномочия судебной власти независимы от всех других ветвей власти. Верховный суд обладает широкими полномочиями судебного надзора; он определяет конституционность любых законодательных или исполнительных действий по требованию любого пострадавшего гражданина. Иерархия судов в значительной степени восходит к британским юридическим формам. Иерархия, называемая Высшим судебным органом, состоит из Верховного суда Ганы, Апелляционного суда, Высокого суда, региональных трибуналов и таких нижестоящих судов или трибуналов, которые может учредить парламент. Суды обладают юрисдикцией по всем гражданским и уголовным делам.
Конституция 1992 года, как и предыдущие конституции, гарантирует институт вождя вместе с его традиционными советами, установленными обычным правом и обычаями. Национальная палата вождей, не имеющая исполнительной или законодательной власти, консультирует по всем вопросам, касающимся верховенства страны и обычного права.